# زمن التخثر المنشط
يعد زمن التخثر المنشط (بالإنجليزية: Activated Clotting Time)‏ أو (بالإنجليزية: Activated Coagulation Time)‏ ويُعرف اختصارًا ACT، هو أحد اختبارات التخثر. يشير زمن التخثر المفعل الطبيعي إلى أن الدم المفحوص لا يحتوي على هيبارين أو أن كل الهيبارين تم معاكسته بواسطة البروتامين.

## القيم المرجعية
يعتمد على الجهاز المستخدم، ويتراوح بين (80-160) ثانية.

## جمع العينة

### العينة
دم كامل

### الجمع
يتم جمع كمية من الدم (عادة 0.5-1 مل) من الأوعية الدموية الشريانية/الوريدية، ثم وضعه في محقنة/أنبوب بلاستيكي ووضعه مباشرة في كوفيت الجهاز.

### التخزين
يجب معالجة عينة الدم الكاملة في غضون دقيقة واحدة (أو دقيقتين إذا كانت العينة تحتوي على مستوى علاجي من الهيبارين غير المجزأ).

## آليته
يعتبر زمن التخثر المنشط (ACT) بمثابة اختبار تخثر مصمم لمتابعة العلاج بالهيبارين في الحالات السريرية التي يتطلب فيها إعطاء مضادات تخثر. على غرار زمن الثرومبوبلاستين الجزئي (PTT)، يعكس ACT الزمن اللازم لتكوّن الجلطة عبر الطريق الداخلي للتخثر من خلال إضافة منشطات العامل الثاني عشر. قد تختلف أزمنة التخثر أيضاً بين محللات ACT المُصنعَة من قبل بائعين مختلفين (أو حتى نفس البائعين) ، اعتماداً على مصدر المنشط وصيغته، أو مقدار المنشط بالنسبة لحجم العينة، أو طريقة كشف الجلطة. لذلك، يجب إنشاء بروتوكولات خاصة بالأداة والتحقق من صحتها لكل نوع من أنواع الإجراءات السريرية.

## الاستطبابات
يستخدم ACT لمتابعة العلاج بالهيبارين غير المجزأ في التداخلات أو الجراحات التالية:
- غسيل الكلى
- قسطرة القلب وتصوير الأوعية الدموية
- مضخة البالون داخل الأبهر
- تدخل تاجي بطريق الجلد
- أكسجة غشائية خارج الجسم
- جراحة الأوعية الدموية
- تبديل الصمامات
- استئصال بطانة الشريان السباتي
- مجازة قلبية رئوية

## الاعتبارات
العوامل التالية قد تؤثر على قياسات ACT:
- تمدد الدم
- انخفاض حرارة الجسم (في بعض أجهزة ACT)
- الأدوية: الوارفارين، أبروتينين، مثبطات GPIIb/IIIa (على سبيل المثال، أبسيكسيماب)
- قلة الصفيحات الشديدة (أقل من 20 × 109/لتر)[5]
- لا يسبب النقص الشديد في العوامل المُنشطَة بالتماس (العامل الثاني عشر، طليعة الكاليكرين، مولد الكاينين عالي الوزن الجزيئي) زيادة خطر النزف أثناء العلاج بالهيبارين ولكنه يطيل ACT ويجعل من المستحيل استخدام هذا الاختبار. يمكن استخدام اختبارات التخثر البديلة (على سبيل المثال، مقايسة anti-Xa) لمراقبة الهيبارين في هذه الحالة.[6][7][8]
- يطيل مضاد التخثر الذئباني (LA) القيم الأولية لـ ACT، لذا يجب البحث عن طرق أخرى لمراقبة الهيبارين لدى مرضى LA، مثل مضاعفة الخط القاعدي لـ ACT أو تطوير منحنيات هيبارين-ACT المختبرية. أو بدلاً من ذلك، يمكن استخدام أجهزة لمقايسة مضاد-Xa أو معايرة البروتامين.[9]